# Adeyinka Gladys Falusi
Adeyinka Gladys Falusi, FAS NPOM, là giáo sư về huyết học người Nigeria và là cựu giám đốc của Viện nghiên cứu và đào tạo y khoa nâng cao, Đại học Y khoa, Đại học Ibadan. Bà chuyên về di truyền học loài người, đạo đức sinh học và di truyền phân tử liên quan đến các bệnh về máu di truyền như bệnh hồng cầu hình liềm và bệnh alpha-thalassemia.

## Tiểu sử
Bà đến từ tiểu bang Ekiti, phía tây nam Nigeria. Bà có bằng cử nhân Hóa học và tiến sĩ (Ph. D) về huyết học.
Giáo sư Falusi là đồng sáng lập của Hiệp hội tế bào Sickle của Nigeria (SCAN), với tư cách là người sáng lập, từ năm 2013, bà là Chủ tịch của Tổ chức Sickle Cell Hope Alive Foundation. Vào năm 2001, bà được bổ nhiệm làm Chủ tịch của Đại học Ibadan và Chủ tịch Ủy ban đánh giá bệnh viện Đại học College Revie. Cùng năm đó bà đã giành được giải thưởng Giải thưởng dành cho Phụ nữ trong Khoa học L'Oréal-UNESCO. Bà phục vụ với quyền hạn đó trong 4 năm và vào năm 2005, bà trở thành điều phối viên cho Mạng lưới Đạo đức về Nghiên cứu Y sinh học của Nigeria ở Châu Phi.
Vào năm 2005, bà được trao tặng Học bổng Nghiên cứu sinh National Productivity Order of Merit and in 2009, và vào năm 2009, bà được bầu làm thành viên của Học viện Khoa học Nigeria, tổ chức khoa học cao nhất ở Nigeria.